# 白橡泉 (伊利諾伊州)
白橡泉（英語：White Oak Springs）是位於美國伊利諾伊州布朗縣的一個鬼鎮。由於此地已於20世紀被荒廢，本地已無人居住。

## 地理
白橡泉的座標為39°53′00″N 90°49′02″W / 39.88333°N 90.81722°W，而該地的平均海拔高度為208米（即682英尺）。